# Изиморское сельское поселение
Изиморское сельское поселение — муниципальное образование в составе Лебяжского района Кировской области России, существовавшее в 2006 — 2012 годах.
Центр — деревня Изиморка.

## История
Изиморское сельское поселение образовано 1 января 2006 года согласно Закону Кировской области от 07.12.2004 № 284-ЗО.
Законом Кировской области от 28 апреля 2012 года № 141-ЗО поселение было упразднено, все населённые пункты переданы в состав Лажского сельского поселения.

## Состав
В состав поселения входили 3 населённых пункта:
- деревня Изиморка
- деревня Палкино
- деревня Якино